# Ajos Stefanos (Mykonos)
Ajos Stefanos (gr. Άγιος Στέφανος) – miejscowość w Grecji, na północno-zachodnim wybrzeżu wyspy Mykonos w archipelagu Cyklad. Według spisu ludności w 2001 roku liczyła 185 mieszkańców.
W miejscowości znajduje się plaża Ajos Stefanos, kilka restauracji i hoteli.